# 김승옥문학상
김승옥문학상(金承鈺文學賞)은 1960년대 탁월한 감수성을 무기로 단편소설이 도달할 수 있는 최고의 경지를 개척해 한국문학의 새 지평을 열었다는 평가를 받는
소설가 김승옥(1941∼)과 그의 대표작 《무진기행》을 기리고 매년 탁월한 작품을 발표한 작가와 한국문학을 이끌 재능 있는 신진 작가를 발굴해 한국문학의 발전에 기여하고자 KBS 순천방송국(주관:김승옥 문학상 운영위원회)이 2013년부터 제정한 문학상이다.
심사대상으로는 본상과 청소년문학상으로 나뉜다.
본상은 기성 작가를 대상으로 대상작품은 심사일 1년 이내 발간된 중, 단편 소설집이며, 따로 응모를 받지 않고 김승옥 문학상 운영위원회에서 위촉한 전문가 및 심사위원의 추천작 中 선정한다. 상금은 1회는 2000만원(등단 15년 이내), 2회는 3000만원(등단 20년 이내), 3회는 5000만원(등단 기준 없음)이다.
일반인(대학생포함)을 대상으로 한 신인상은 타 문학상과의 차별을 위해 3회(2015년)부터 폐지되었으며, 미래작가상 또한 청소년 문학상으로 명칭이 바뀌었다. 김승옥 청소년 문학상은 전국 고등학교 재학생 또는 이에 준하는 청소년을 대상으로 하며 소설은 원고지 50장 내외 1편, 시는 3편 이상 각각 대상과 추천우수작을 선정해 시상한다.
2015~2018년에 경영상의 문제로 중단되었다가 2019년 문학동네에서 주관하에 부활했다. 다른 부문은 폐지되고 본상만 시상된다. 등단 10년 이상의 중견작가 중에서 7명을 선정하여 그 중에서 대상을 뽑으며 나머지 6명에게 우수상을 수여한다. 단행본이 아니라 단편소설을 대상으로 한다. 매년 문학동네에서 수상작품집이 발간된다.

## 역대 수상작품
- 본상

| 회    | 수상연도 | 작가   | 작품                                 |
| ----- | -------- | ------ | ------------------------------------ |
| 제1회 | 2013년   | 이기호 | 〈김박사는 누구인가〉(문학과지성사)  |
| 제2회 | 2014년   | 박솔뫼 | 〈그럼 무얼 부르지〉(자음과모음)     |
| 제3회 | 2015년   | 김경욱 | 〈소년은 늙지 않는다〉(문학과지성사) |
| 제4회 | 2019년   | 윤성희 | 〈어느 밤〉                          |
| 제5회 | 2020년   | 김금희 | 〈우리는 페퍼로니에서 왔어〉         |
| 제6회 | 2021년   | 문진영 | 〈두 개의 방〉                       |
| 제7회 | 2022년   | 편혜영 | 〈포도밭 묘지〉                      |

- 신인상 대상

| 회    | 수상연도 | 수상자 | 작품                         |
| ----- | -------- | ------ | ---------------------------- |
| 제1회 | 2013년   | 이희영 | 소설〈사람이 살고 있습니다〉 |
| 제2회 | 2014년   | 방우리 | 소설〈이사〉                 |

- 미래작가상 대상

| 회    | 수상연도 | 수상자 | 작품                                          |
| ----- | -------- | ------ | --------------------------------------------- |
| 제1회 | 2013년   | 김수연 | 소설〈화장〉                                  |
| 제2회 | 2014년   | 이나라 | 시〈그 많던 도도새들은 어디로 갔을까 외 2편〉 |
| 제3회 | 2015년   | 신지완 | 소설〈달력의 맛〉                             |

## 그 외
- 제1회 심사위원 : 소설가 김원일(위원장), 소설가 오정희, 소설가 이승우, 문학평론가 우찬제, 문학평론가 정홍수
- 제2회 심사위원 : 소설가 김원일(위원장), 소설가 오정희, 소설가 정  찬, 소설가 이승우, 문학평론가 우찬제, 문학평론가 정홍수
- 제3회 심사위원 : 소설가 성석제(위원장), 소설가 하성란, 문학평론가 정홍수, 문학평론가 김형중, 문학평론가 서희원